# Terry Bozzio

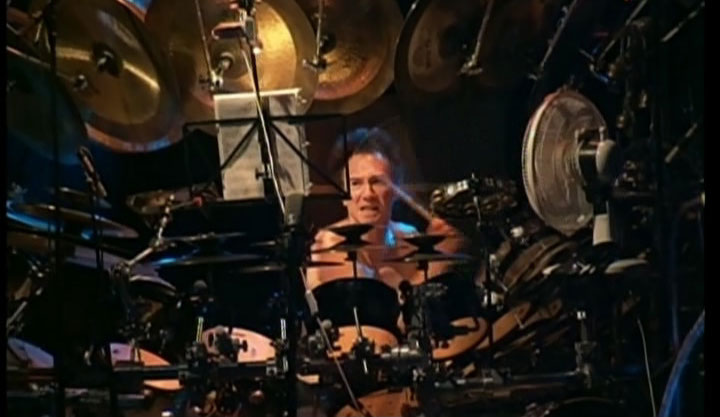
Terry Bozzio (2005)

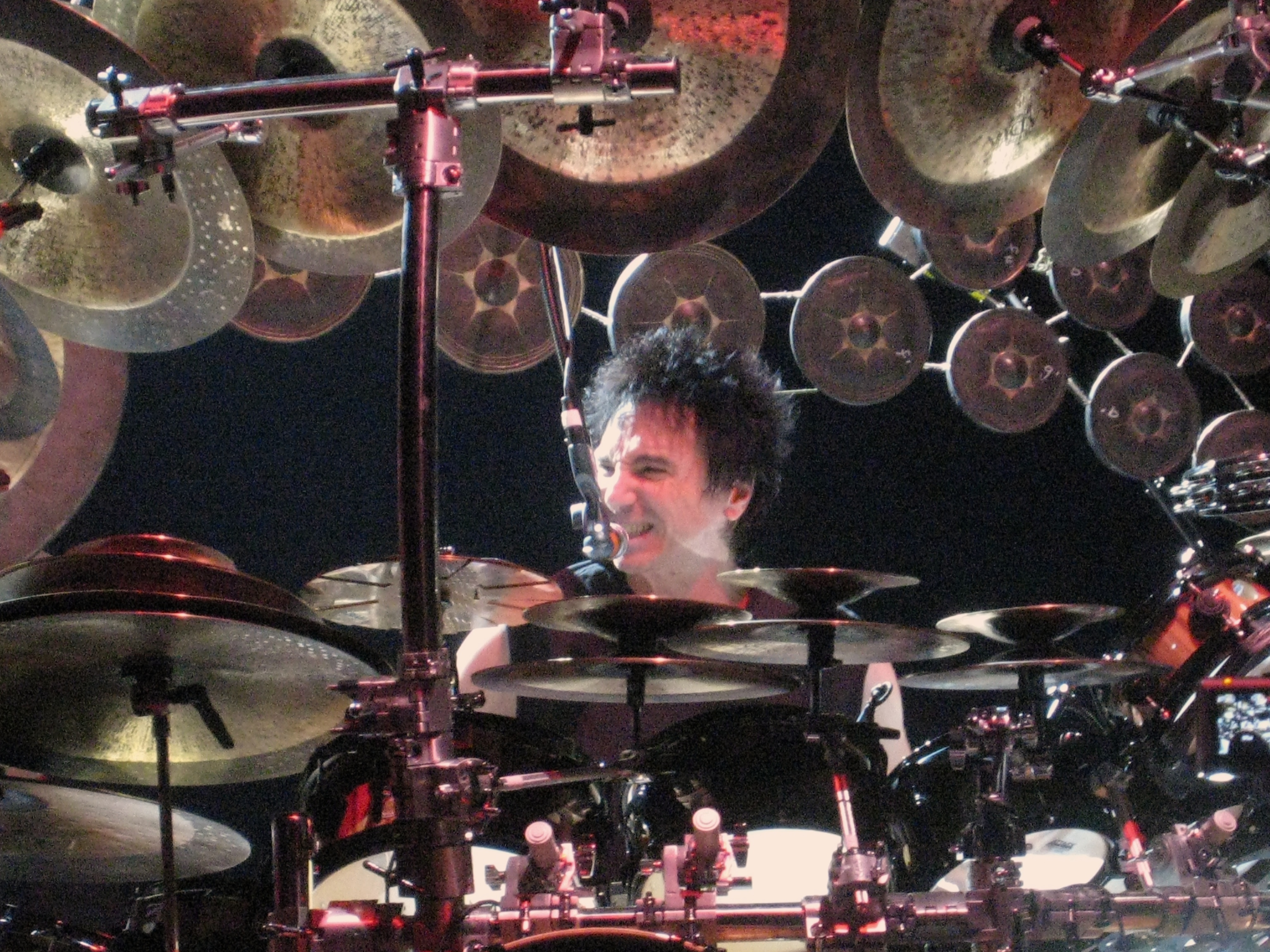
Terry Bozzio (2006)

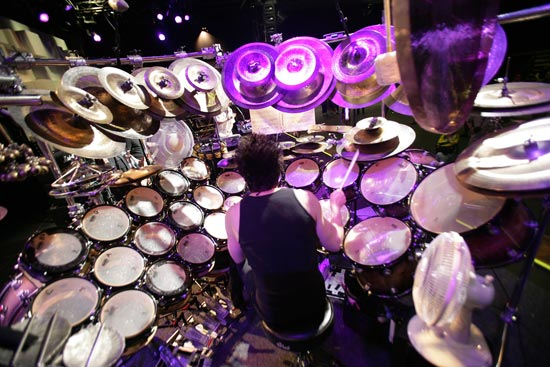
Terry Bozzio (2007)

Terry John Bozzio (* 27. Dezember 1950 in San Francisco, Kalifornien) ist ein US-amerikanischer Schlagzeuger.

## Werdegang
Er besuchte die Sir Francis Drake High School in San Anselmo, Kalifornien. Bekannt wurde Bozzio durch seine Arbeit mit Frank Zappa (unter anderem sein Auftritt in dem Konzertfilm Baby Snakes) und schließlich mit der Band UK. Er ist berühmt für seine Darbietungen des Stückes The Black Page (deutsch: Die schwarze Seite), welches Zappa ursprünglich geschrieben hatte, um Musiker zu testen. Das Stück gilt als „Albtraum eines Musikers“, da es musikalisch so dicht ist, dass das Notenblatt beinahe ganz schwarz ist. Ebenfalls beispielhaft ist sein Gesangsduell mit Zappa in dem Stück Titties & Beer (Album Zappa in New York).
Bozzio ist bekannt für sein besonders großes und aus besonders vielen Teilen bestehendes Schlagzeug.
Er lebt in Austin.

## Musikalische Beteiligung
Bozzio gründete die Gruppe Missing Persons mit seiner damaligen Frau Dale Bozzio (Gesang), den beiden ehemaligen Zappa-Musikern Warren Cuccurullo (Gitarre) und Patrick O’Hearn (Bass) sowie Chuck Wild (Keyboard).
Das musikalische Spektrum des Schlagzeugers ist weit gefächert. Es spiegelt sich in der Zusammenarbeit mit unterschiedlichen Bands und Musikern wider. Dazu gehören unter anderem Duran Duran, Jeff Beck, Roger Waters, Chad Wackerman, Steve Vai, Steve Stevens, Tony Levin, Pat Mastelotto, Robbie Robertson, Gary Wright, Don Dokken, Paul Hyde, Herbie Hancock, Dweezil Zappa, Richard Marx, The Knack, KoЯn und Fantômas. Das mit Jeff Beck und Tony Hymas entstandene Album Guitar Shop (1989) wurde mit einem Grammy Award 1990 ausgezeichnet.
Der Rolling Stone listete Bozzio 2016 auf Rang 17 der 100 größten Schlagzeuger aller Zeiten.

## Diskografie
- David Torn, Mick Karn, Terry Bozzio: Polytown – 1994[2]
- Bozzio, Levin, Stevens: Black Light Syndrome – 1997
- Bozzio, Levin, Stevens: Situation Dangerous – 2000
- Terry Bozzio, Pat Mastelotto: Bozzio/Mastelotto – 2000
- Terry Bozzio, Chad Wackerman: Alternative Duets Vol. 1 & 2 – 2000
- Terry Bozzio, Billy Sheenan: Nine Short Films – 2002
- Terry Bozzio: Solo Drum Music CD 1 & 2 – 2003
- Terry Bozzio: Chamberworks – 2005
- Korn: Untitled – 2007